# Concilio di Gerusalemme (536)
Il concilio di Gerusalemme del 536 fu una riunione di vescovi del patriarcato di Gerusalemme, convocati a Gerusalemme dal patriarca Pietro il 19 settembre. 

## Contesto storico
Il concilio si inserisce nella lotta fra sostenitori e detrattori del concilio di Calcedonia (451) nella prima metà del VI secolo. Nel febbraio del 536 papa Agapito I arrivò a Costantinopoli, inviato dal re dei Goti Teodato, per convincere Giustiniano ad abbandonare i suoi propositi di conquistare l'Italia. Il vescovo di Roma si rifiutò di concedere la comunione al patriarca Antimo, perché era stato eletto in seguito al trasferimento da una sede vescovile a un'altra, cosa che all'epoca era vietata. Inoltre ottenne la sua deposizione a causa delle sue tendenze monofisite. Dopo aver proceduto all'elezione di un nuovo patriarca, il monaco Mena, che consacrò personalmente, convinse l'imperatore a convocare un concilio per giudicare l'ortodossia e l'operato dell'ex patriarca, e per condannare gli oppositori della fede calcedonese.
Il concilio si svolse nella capitale imperiale dal 2 maggio al 4 giugno, e si concluse con la condanna e la scomunica dell'ex patriarca Antimo, di Severo di Antiochia, di Pietro di Apamea e del monaco Zoora. Queste disposizioni furono sancite da una costituzione di Giustiniano I.
Al termine del concilio, il patriarca Mena scrisse una lettera al patriarca Pietro di Gerusalemme, accompagnata dalla costituzione imperiale, perché anche nel patriarcato di Gerusalemme si aderisse alle decisioni prese a Costantinopoli.

## Il concilio di Gerusalemme
Il 19 settembre 536 il patriarca Pietro convocò i vescovi del suo patriarcato, che era suddiviso in tre province ecclesiastiche: la Palestina Prima, con capitale Cesarea, la Palestina Seconda con capitale Scitopoli, e la Palestina Terza, con sede a Petra. Nelle fonti bibliografiche questo concilio è noto anche come concilio delle Tre Palestine.
Durante il concilio fu data lettura della costituzione imperiale, della lettera del patriarca Mena e dei verbali delle cinque sessioni del concilio di Costantinopoli del maggio e giugno precedenti. I 47 presenti votarono la conferma delle decisioni prese a Costantinopoli. Al termine fu redatta una lettera sinodale, nella quale si trova la condanna di Severo di Antiochia, ma non quelle contro Pietro di Apamea e il monaco Zoora.

### Elenco dei vescovi
Elenco dei firmatari della lettera sinodale secondo l'ordine pubblicato nella Collectio Sabbaitica. In neretto sono indicati i tre metropoliti del patriarcato.
1. Pietro di Gerusalemme
2. Elia di Cesarea
3. Teodosio di Scitopoli
4. Giovanni di Tiberiade
5. Stefano di Sarifea
6. Anastasio di Gaba
7. Epifanio di Rafia
8. Elia di Joppe
9. Giovanni di Augustopoli
10. Nicostrato di Abila
11. Lazzaro di Azoto
12. Leonzio di Sozusa
13. Stefano di Arad
14. Anastasio di Eleuteropoli
15. Gregorio di Gerico
16. Elia di Areopoli
17. Giovanni di Dora
18. Demetrio di Caracmoba
19. Stefano di Menoide
20. Zaccaria di Pella
21. Manuele di Bitilio
22. Anastasio di Jotapa
23. Zenobio di Elusa
24. Marciano di Gaza
25. Teodoro di Petra
26. Zenobio di Nicopoli
27. Arassio di Gadara[10]
28. Procopio di Elenopoli
29. Ciriaco di Diocesarea
30. Baraco di Bacata
31. Dionisio di Ascalona
32. Giovanni di Feno
33. Macario di Arindela
34. Basilio di Sicomazon
35. Giovanni di Neapoli
36. Pietro di Parembole
37. Zaccaria di Liviade
38. Domno di Massimianopoli
39. Pelagio di Sebaste
40. Stefano di Jamnia
41. Partenio di Ecsalo
42. Teodoro di Gadara[10]
43. Paolo di Ela
44. Teodoro di Ippo
45. Teodosio di Capitoliade
46. Dionisio di Amatunte
47. Doroteo di Antedone